# Ithomeis lauronia
Ithomeis lauronia är en fjärilsart som beskrevs av William Schaus 1902. Ithomeis lauronia ingår i släktet Ithomeis och familjen Riodinidae. Inga underarter finns listade i Catalogue of Life.